# Brive-la-Gaillarde
Brive-la-Gaillarde [bʁiv la ɡajaʁd] (Briva auf Okzitanisch) ist eine Stadt und Gemeinde mit 46.769 Einwohnern (Stand 1. Januar 2022) im Südwesten Frankreichs in der Region Nouvelle-Aquitaine. Sie ist Sitz einer Unterpräfektur des Départements Corrèze. Bis 1919 hieß die Stadt nur Brive, umgangssprachlich wird sie nach wie vor so genannt. Der Zusatz „la Gaillarde“ (deutsch etwa: die Rüstige) ist auf die Stadtbefestigung zurückzuführen, die über die Jahrhunderte hinweg allen Belagerungen standhielt. Die Einwohner nennen sich Brivistes.

## Geografie
Die Stadt liegt im Briver Becken am östlichen Rand des aquitanischen Beckens. Sie wird vom Fluss Corrèze durchflossen, der am Ortsende in die Vézère mündet.
Tulle, die Präfektur des Départements, liegt etwa 30 Kilometer nordöstlich, Limoges rund 90 Kilometer nördlich und Périgueux ungefähr 85 Kilometer westlich.
Nachbargemeinden von Brive-la-Gaillarde sind Ussac im Norden, Malemort-sur-Corrèze im Nordosten, Cosnac im Südosten, Jugeals-Nazareth und Noailles im Süden, Chasteaux und Lissac-sur-Couze im Südwesten sowie Saint-Pantaléon-de-Larche im Westen.
Der Lac du Causse befindet sich etwa zehn Kilometer südwestlich der Stadt.

## Geschichte

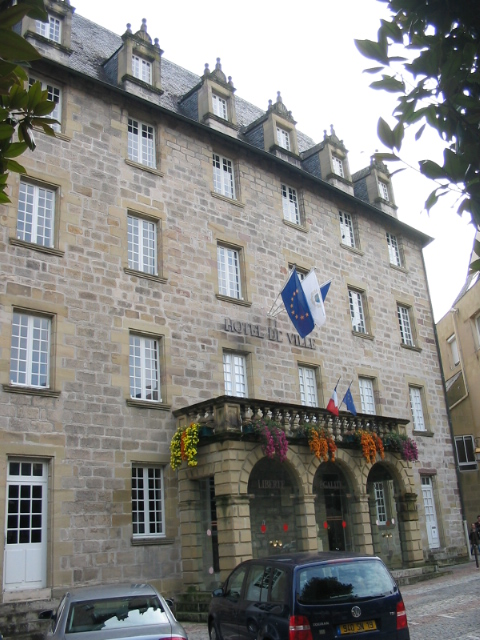
Hôtel de ville (Rathaus)

Brive-la-Gaillarde hieß im Altertum Briva Curretia und war eine Stadt der Lemoviken. Der an einer Brücke über die Corrèze gelegene Ort hatte strategische und wirtschaftliche Bedeutung. 407 begann Martin l'Espagnol mit der Christianisierung der Region. Auf seinem Grab wurde Ende des 5. Jahrhunderts die Stiftskirche Saint-Martin errichtet. 584 wurde in Brive Gundowald zum König von Aquitanien erwählt.
Die Siedlung lag im Mittelalter im Einflussbereich der Vizegrafen von Turenne und der Herren von Malemort. 1225 wurde sie von Ludwig VIII. zum Konsulat erhoben und bis zur französischen Revolution von Konsuln verwaltet. Schon im 12. Jahrhundert bestand eine Stadtmauer rund um den Kirchenbezirk. 1430 wurde eine neue Mauer von 1430 Metern Länge mit sieben Tortürmen errichtet. Der starken Befestigung verdankt Brive den Beinamen la gaillarde (deutsch: die Kräftige). Der Verlauf der Mauern wird heute durch die großen Boulevards markiert.
Ab 1730 wurde das Areal um den heutigen Marktplatz trockengelegt und die Corrèze kanalisiert. 1860 erhielt Brive Anschluss an das französische Eisenbahnnetz.
Da im Juni 1940 Millionen Menschen aus Nordfrankreich vor den heranrückenden Soldaten der deutschen Wehrmacht flohen, stieg die Einwohnerzahl von Brive vorübergehend von 30.000 auf 100.000 Personen an. Während des Zweiten Weltkriegs war die Stadt von der Wehrmacht besetzt. Als erste Stadt konnte sich Brive am 15. August 1944 aus eigener Kraft von der deutschen Besatzung befreien. Die Deutschen zogen sich nach Osten in Richtung Clermont-Ferrand zurück.

### Bevölkerungsentwicklung
| Jahr                       | 1962   | 1968   | 1975   | 1982   | 1990   | 1999   | 2006   | 2018   |
| Einwohner                  | 40.175 | 46.561 | 51.828 | 51.511 | 49.765 | 49.141 | 50.009 | 46.630 |
| Quellen: Cassini und INSEE |        |        |        |        |        |        |        |        |

## Wirtschaft und Infrastruktur
Wirtschaftlich ist die Agglomeration von Brive der zweitwichtigste Standort nach Limoges in der früheren Region Limousin. Hier haben zahlreiche Unternehmen der Nahrungsmittel- und Elektronikindustrie Werke und Niederlassungen. Des Weiteren ist die Stadt Sitz der Industrie- und Handelskammer der Briver Agglomeration.

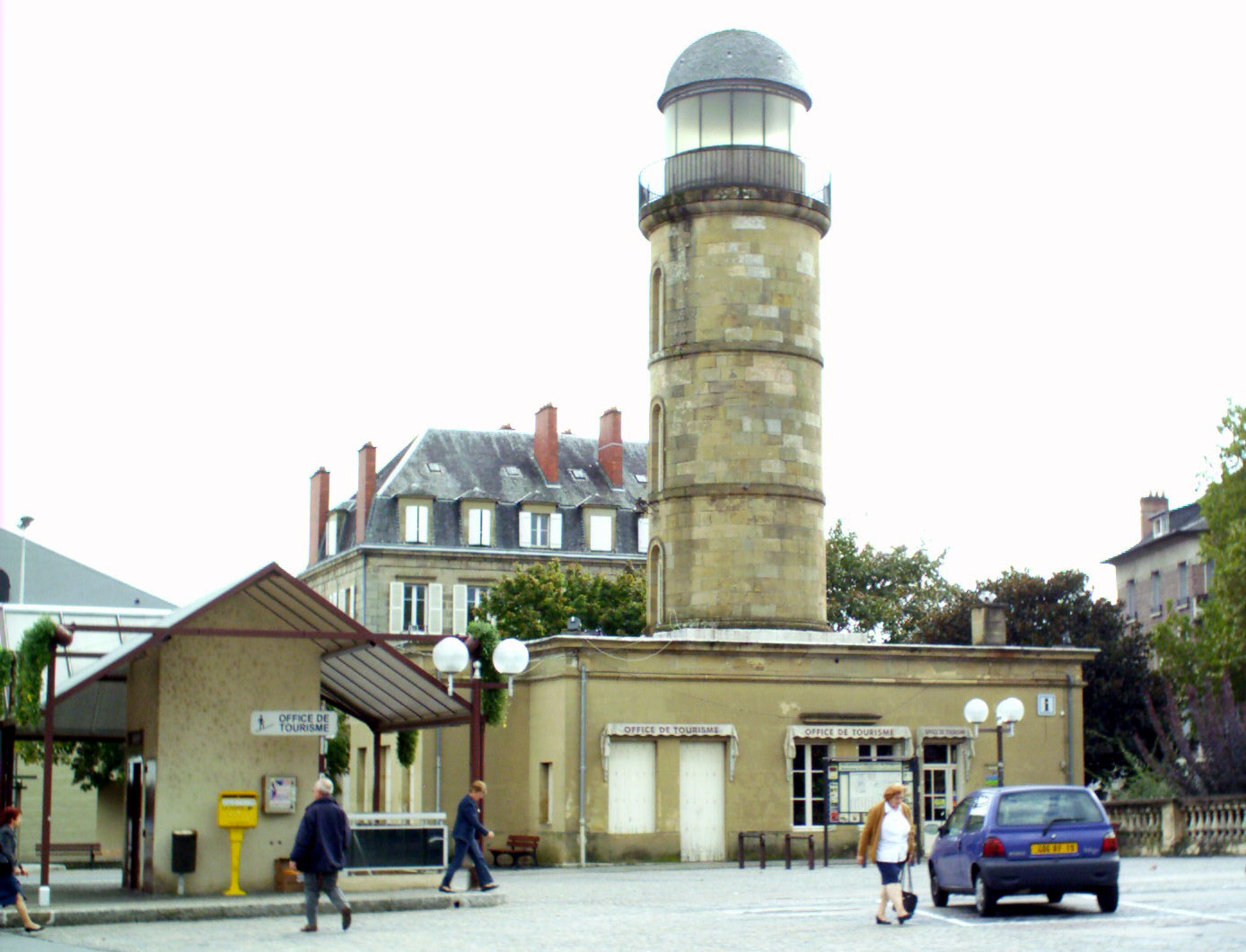
Besucherzentrum
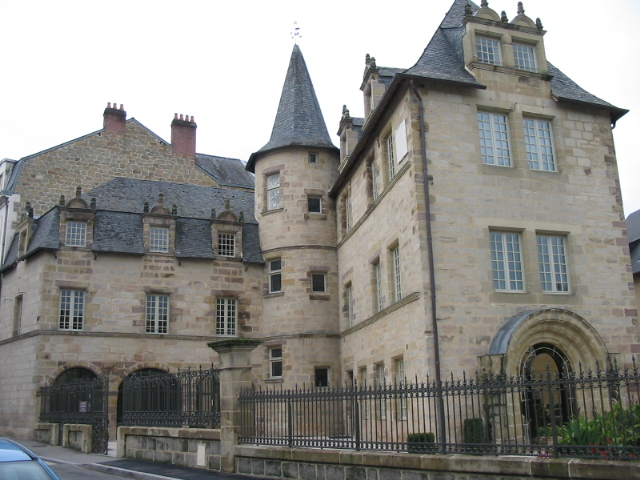
Städtisches Archiv
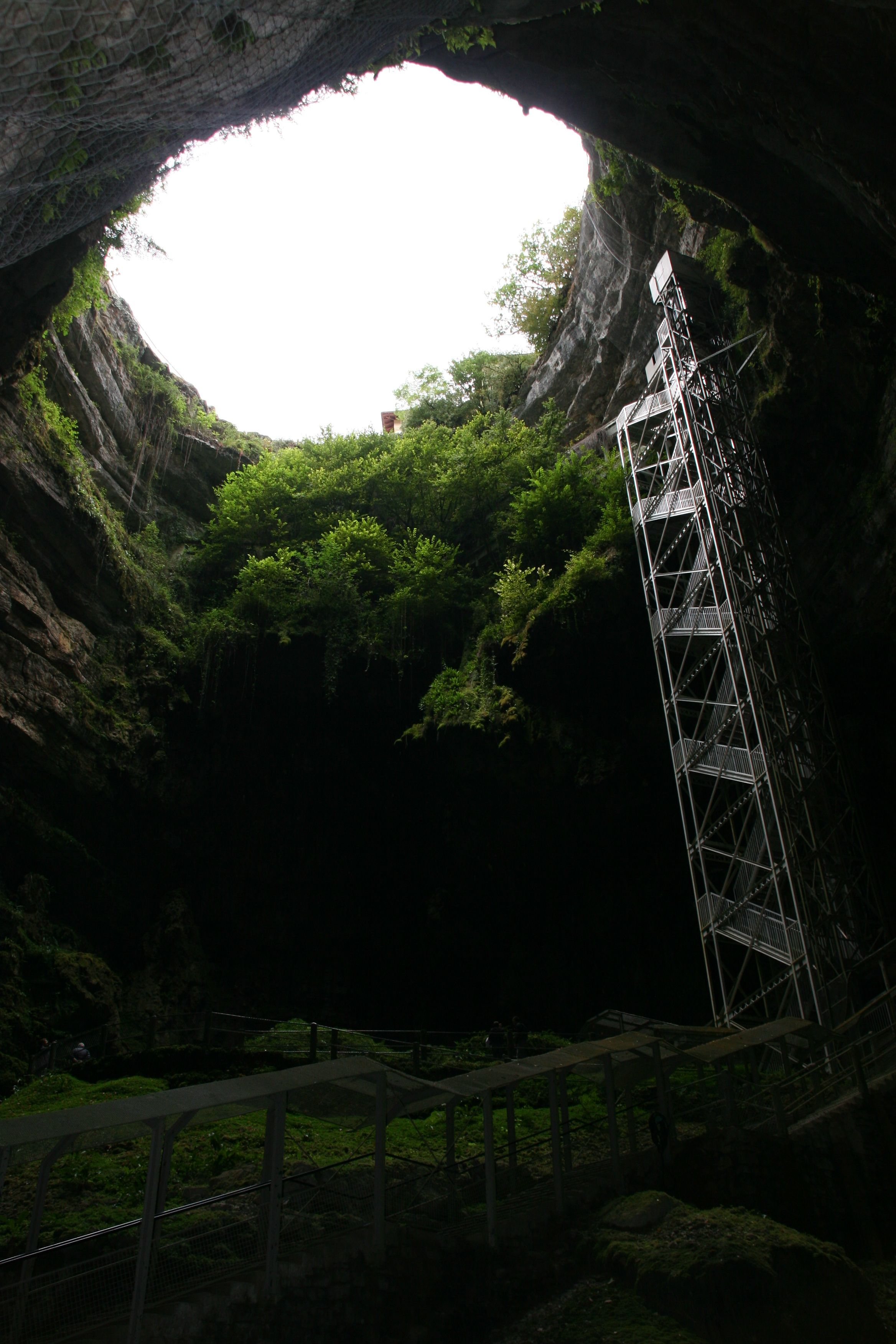
Höhle von Padirac
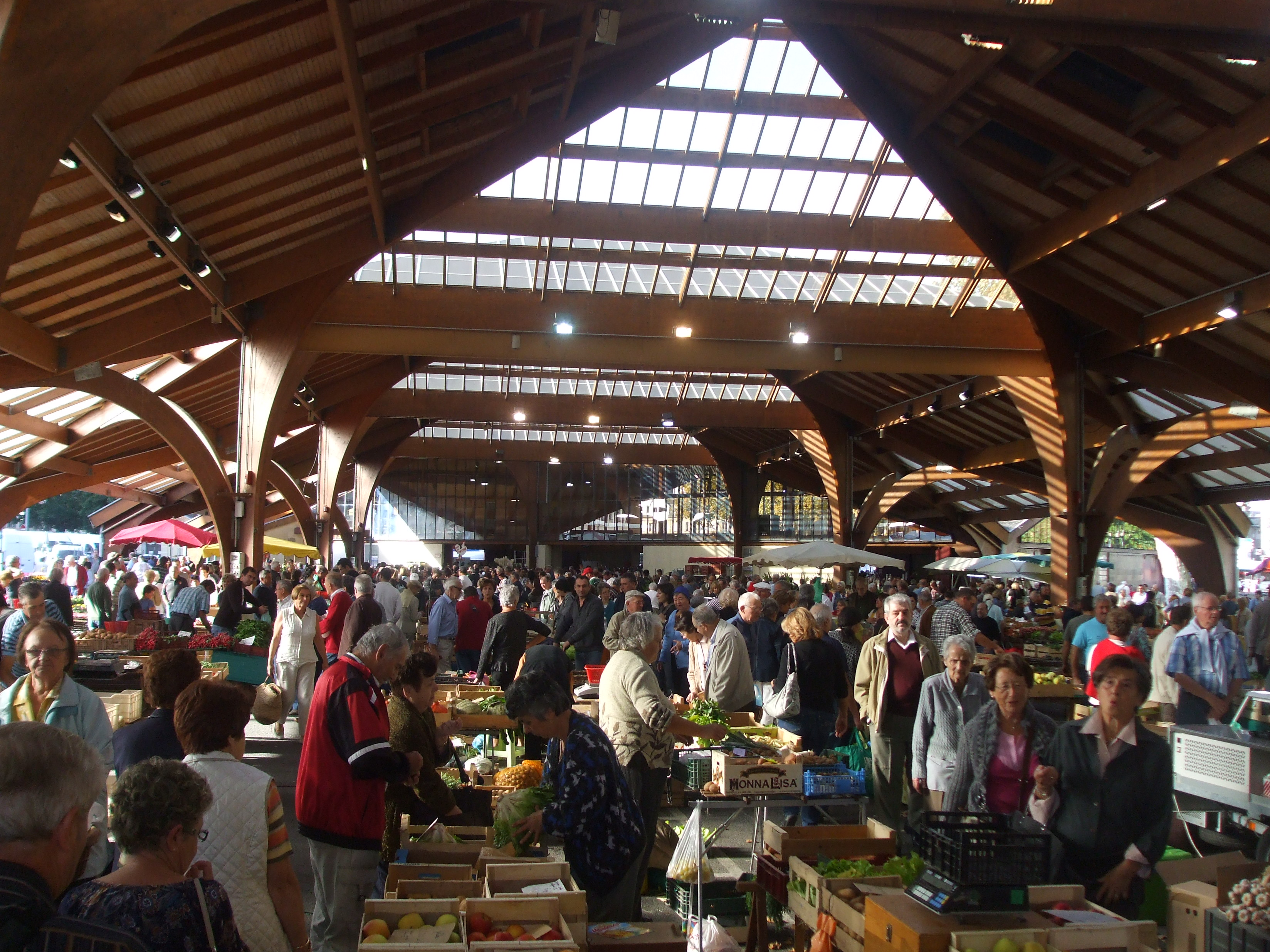
Markthallen von Brive
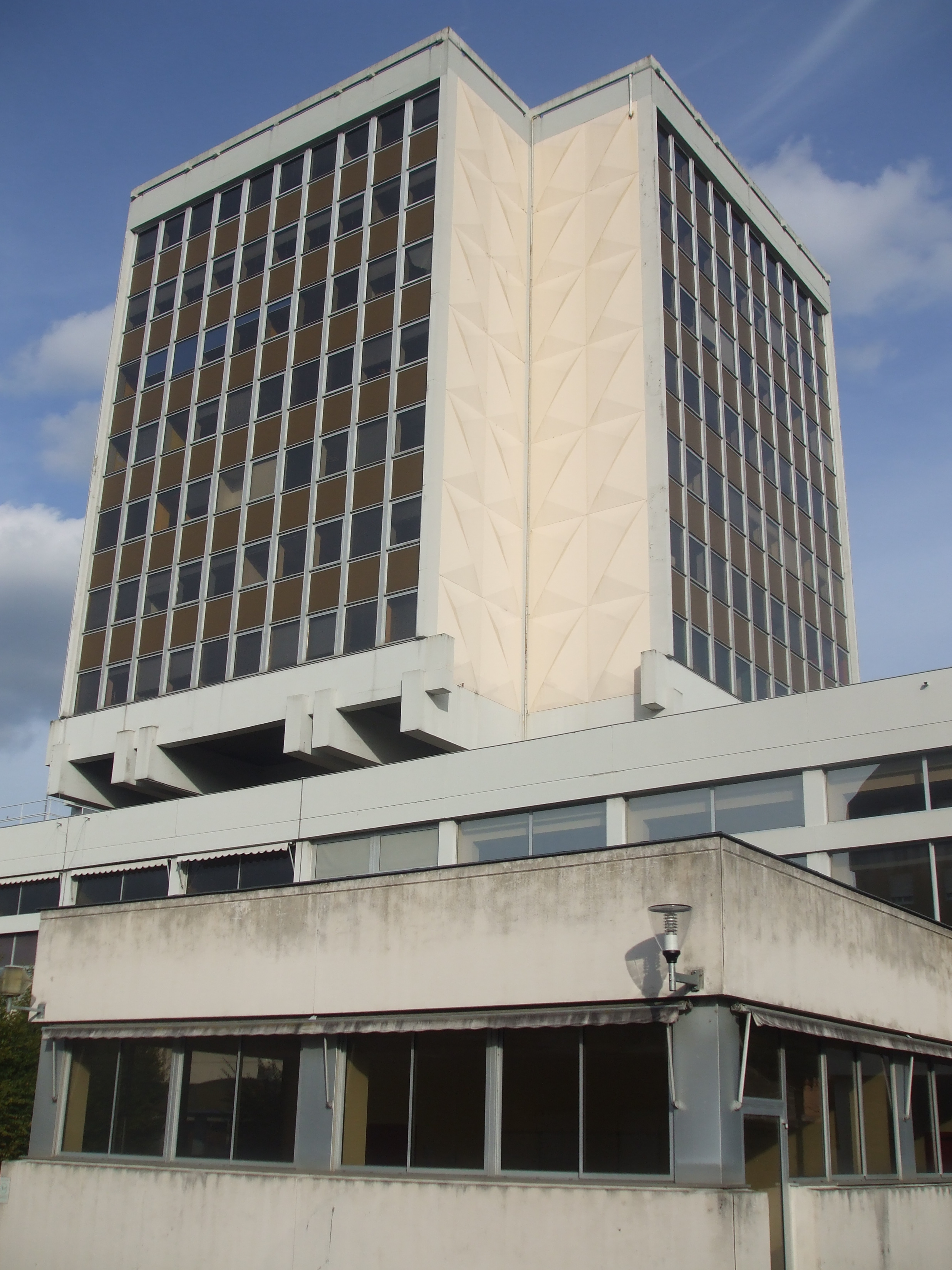
Industrie- und Handelskammer

### Verkehr
Brive liegt an der Autobahn A 20, in die nordwestlich der Stadt die A 89 mündet.
Der ehemalige Flughafen Brive (Aérodrome de Brive Laroche) liegt dreieinhalb Kilometer westlich von Brive, er wurde im Juni 2010 vom Flughafen Brive - Vallée de la Dordogne abgelöst. Dieser befindet sich ca. 15 Kilometer südlich der Stadt unweit der Anschlussstelle 53 der A 20.
Der Bahnhof Brive wurde 1860 von der Compagnie du chemin de fer de Paris à Orléans (PO) eröffnet. Er ist ein Knotenpunkt im französischen Eisenbahnnetz. Dort kreuzen sich die Verbindungen von Paris nach Toulouse (über die Bahnstrecke Les Aubrais-Orléans–Montauban-Ville-Bourbon) und von Bordeaux nach Lyon (über die Bahnstrecke Coutras–Tulle). In Brive beginnen zudem Strecken nach Toulouse (über Capdenac) und nach Nexon.
Zwischen 2007 und 2016 existierte eine TGV-Verbindung zwischen Brive und Lille. Aktuell wird der Bahnhof von Intercités und Regionalzügen des TER-Netzes bedient.

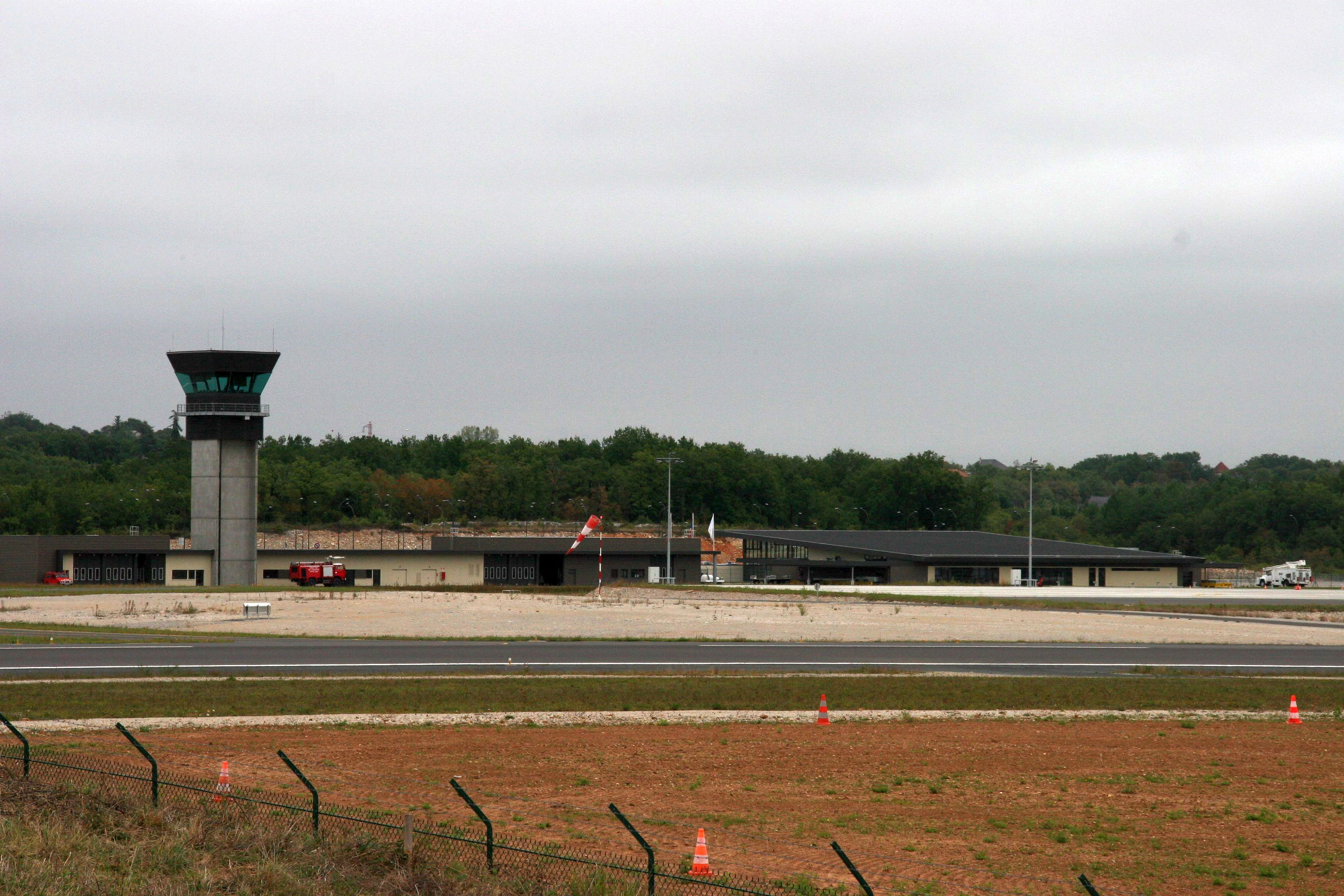
Flughafen Brive - Vallée de la Dordogne
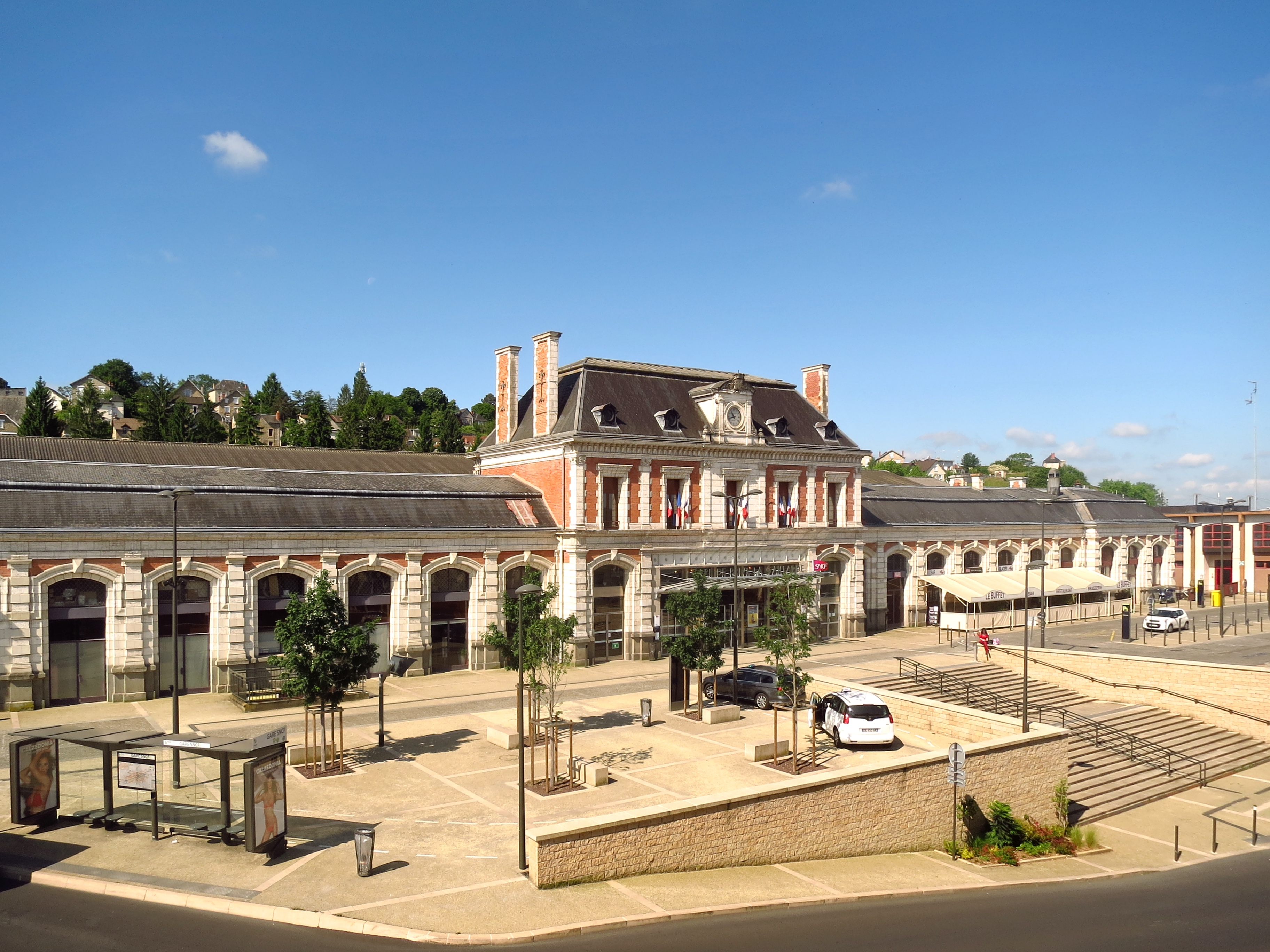
Bahnhof
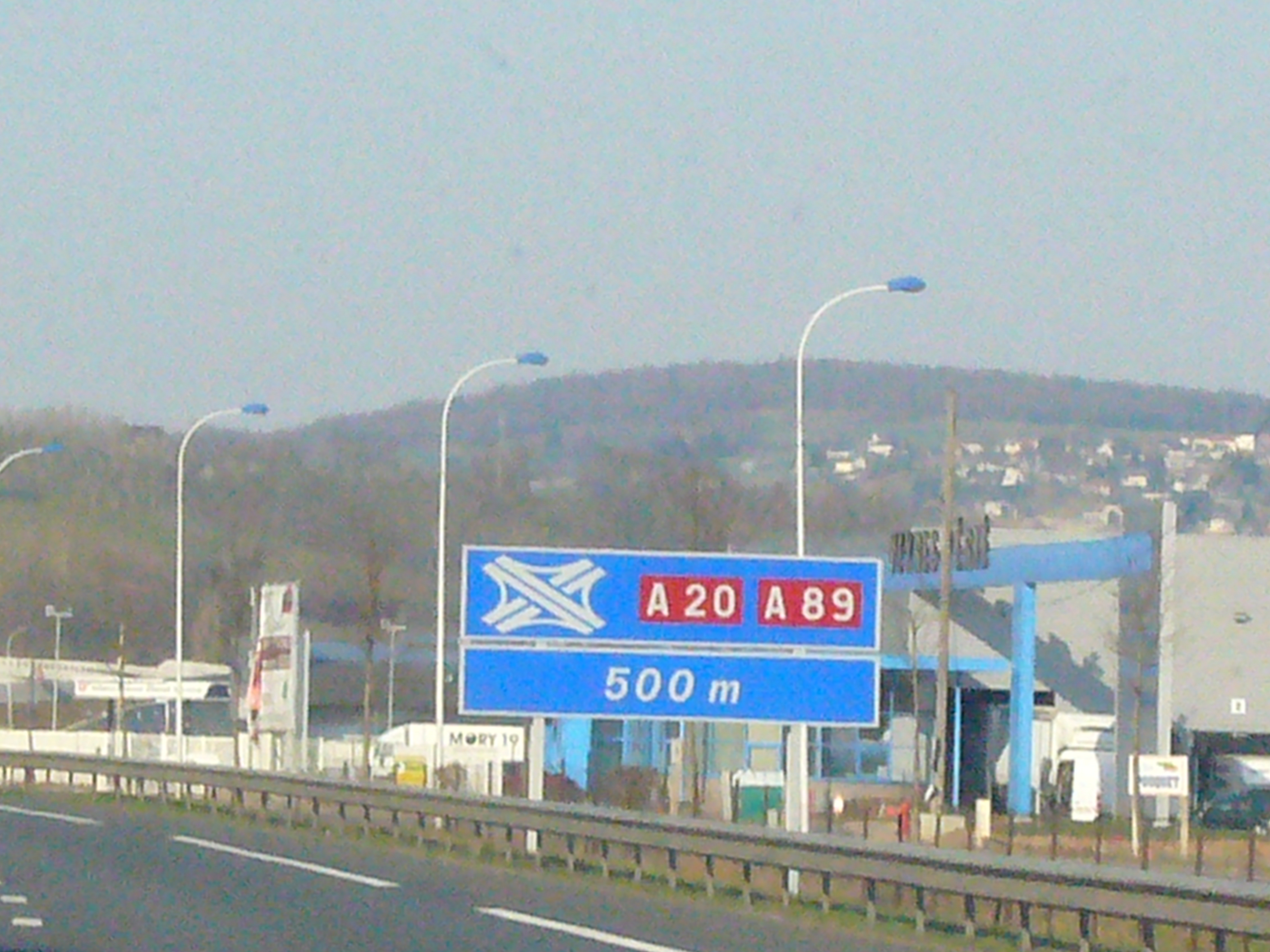
Autobahnen A 20 und A 89

## Wappen
Das Wappen zeigt auf blauem Grund insgesamt neun goldene Ähren. Drei sind jeweils in Lilienform gruppiert, diese wiederum 2:1 verteilt.

## Städtepartnerschaften
Die Stadt Brive unterhält derzeit mehrere internationale Partnerschaften.
- Lauf an der Pegnitz
- Joliette
- Sikasso
- Guimarães
- Melitopol
- Castell-Platja d’Aro

Bis 1975 war auch die ehemalige Stadt Porz am Rhein Partnerstadt von Brive gewesen. Diese Partnerschaft wurde aber nach der Eingemeindung von Porz in die Stadt Köln offiziell aufgelöst.

## Sehenswürdigkeiten
Das Musée Labenche umfasst archäologische, historische, kunsthistorische, volkskundliche und naturkundliche Sammlungen.
Der Gouffre de Padirac (dt. Schlund von Padirac) ist eine Grotte südlich von Brive-la-Gaillarde. 
Siehe auch: Liste der Monuments historiques in Brive-la-Gaillarde

## Sport
In Brive ist der Rugby-Club Club Athlétique Brive Corrèze Limousin beheimatet. Brive-la-Gaillarde war einer der Austragungsorte bei der Rugby-Union-Weltmeisterschaft 1991.

## Persönlichkeiten
- Clément Braz Afonso (* 1999), Radrennfahrer
- Alexandre d’Alton (1776–1859), General der Infanterie
- Joseph Bourgougnoux (1878–1969), Turner
- Guillaume-Marie-Anne Brune (1763–1815), Marschall
- Michel Doneda (* 1954), Jazzmusiker
- Guillaume Dubois (1656–1723), Kardinal und Politiker
- Marcel Dupuy (1888–1960), Bahnradsportler
- Cédric Heymans (* 1978), Rugby-Union-Spieler
- Pierre André Latreille (1762–1833), Insektenforscher
- Henri Magne (1953–2006), Rallyefahrer
- Claude Michelet (1938–2022), Schriftsteller
- Damian Penaud (* 1996), Rugby-Union-Spieler
- Michel Peyramaure (1922–2023), Journalist und Schriftsteller
- Jean-Paul Raymond (* 1948), Glaskünstler
- Frédérick Raynal (* 1966), Computerspielentwickler
- Benoît Rivière (* 1954), römisch-katholischer Geistlicher, Bischof von Autun ab 2006
- Alain Roche (* 1967), Fußballspieler
- Ernest Rupin (1845–1909), Jurist und Historiker
- Raoul Sourzat (1879–1965), Turner
- Jean-Baptiste Treilhard (1742–1810), Politiker
- Pierre-André Valade (* 1959), Flötist und Dirigent
- Cédric Villani (* 1973), Mathematiker und Physiker